# Krzymosze
Krzymosze [pronunciación en polaco: /kʂɨˈmɔʂɛ/] es un pueblo ubicado en el distrito administrativo de Gmina Mordy, dentro del Condado de Siedlce, Voivodato de Mazovia, en el este de Polonia central. Se encuentra aproximadamente a 6 kilómetros al suroeste de Mordy, a 14 kilómetros al este de Siedlce, y a 101 kilómetros al este de Varsovia.